# Лозица
Лозица (алб. Llazicë) је насеље у општини Клина, Косово и Метохија, Република Србија.

## Становништво
| Демографија | Демографија | Демографија |
| Година      | Становника  | Становника  |
| ----------- | ----------- | ----------- |
| 1948.       | 521         |             |
| 1953.       | 548         |             |
| 1961.       | 650         |             |
| 1971.       | 916         |             |
| 1981.       | 1.200       |             |
| 1991.       | 1.380       |             |